# ウィーリー
ウィーリー（Wheelie）は、ハスブロとタカラ（現・タカラトミー）が展開するトランスフォーマーシリーズのキャラクターである。

## G1
『トランスフォーマー ザ・ムービー』から登場。声の担当はフランク・ウェルカー。日本語版では小宮和枝。

### 性格・特徴
あらゆる場所で生き延びる術を身に付けたサバイバリスト。未来的なデザインの自動車に変形する。少年のような性格で、口が悪い。スパイクの息子ダニエルと仲がよい。原語版では独特な韻を踏んだ喋り方をする。
武器はパチンコ（『トランスフォーマー ザ☆ヘッドマスターズ』によれば「ウィーリーパチンコ」）と三枚刃のナイフ、「レーザーブラスター」も持つ。額と左膝にライトを備える。

### 活躍

#### トランスフォーマー ザ・ムービー
惑星クインテッサにて、漂着したホットロディマス/Hot Rodとチャー/Kupがガードに襲われ、クインテッサ星人の法廷に連れて行かれたところを目撃。彼らと離れ離れとなったダイノボット/Dinobotsにロディマスらの居場所を教え、シャークトロンを蹴散らして彼らを助け出した。その後クインテッサ星人の宇宙船を利用して惑星からの脱出を提案。惑星ジャンキオンでウルトラマグナス/Ultramugnusたちと合流した後、サイバトロンの一員となる。
最後のユニクロンとの戦いでの所在は不明だが、ラストシーンに登場していた。

#### 戦え!超ロボット生命体トランスフォーマー2010
第1話「新たなる戦い」より登場。ブラー/Blurrと共にメトロフレックス/Metroplexのトランスフォームコグを届ける。
第8話「コンボイの影」ではロディマスコンボイらが無事に帰還したことに歓喜。ロディマスにコンボイのことを聞かれた際、コンボイのことを「元の司令官」と呼んでいた。
第13話「ビックリパーティー」ではウルトラマグナスを労うために誕生パーティーを開こうとダニエルと共に誕生日を知るために奔走する。
終盤、宇宙ペストに感染したスペリオンの手によりリペア不可能の重傷を負ったことがスカイリンクスの口から語られている。その後、他の仲間がクインテッサ星人に修理を受け復活したが、彼はその場にいなかった。
第8話より、英語版同様に声のエフェクトがかけられていた。

#### トランスフォーマー　ザ☆ヘッドマスターズ
第1話「空から来た四人の戦士」より登場。ダニエルと共に行動することが多くなり、ロディマスたちがセイバートロン星から旅立つ中、アーシー、ダニエルらと共にアセニアに残り、レギュラーキャラとしての地位を獲得した。その一方では少年の性格が強調され、トラブルを起こすことも多かった。
第29話では「危うしマスターソード!!」ではマスターソードの製法を得るための人質にされる。

#### コミック版
テレビマガジン版コミックでは第2作『超ロボット生命体物語ザ☆トランスフォーマー』の第1話より登場。
の第5回ではフェミニア星を攻めるデストロンを迎え撃つメンバーに加わっている。敵味方の巨大ロボットの戦いを楽しげに観戦してチャーに叱られている。
「ザ☆ヘッドマスターズ」の最終回ではダニエルとの別れを惜しみ、再会を誓っている。
ケイブンシャの大百科別冊『戦え!超ロボット生命体トランスフォーマー2010』に掲載された「最強のトランスフォーマーは」ではサイバトロン側の7人のメンバーに選抜。チャーがやられた後、スタースクリームに戦いを挑むが両足を捕まれ、場外に落とされてしまう。

### 玩具
日本では1986年11月に「C-80」のナンバーを与えられて発売。1986年のミニボット/Minibotsで唯一の新規造形である。
当初アメリカから送られて来た設定画でサイズがわからなかったことから、試作版では15cm近い大型の試作が作られ、フリクション走行ギミックが入れられる予定だった。また完成品もブルバックゼンマイを入れる予定だったが、急遽取りやめになったために顔が胸のコクピット部分に残った。
2005年8月にはチャー（ターゲットマスター版）とのセットで『トランスフォーマー コレクション』にて、｢20 フューチャーサイバトロン｣として再発売。顔に塗装が追加されている。9月にはe-Hobby限定発売のチャーの色彩変更品のオライオンパックス付属のダイオンとして流用されている。

## 超ロボット生命体トランスフォーマー マイクロン伝説
マイクロン伝説ではストリートアクションマイクロンの一人として登場。マウンテンバイクに変形する。海外名は Hige Wire 。声の担当は富坂晶。
アーシーSureshockとバンク/Grindorと合体してバンブル/Perceptorとなる。合体時も富坂晶が声を担当した。

### 玩具
日本では2002年12月27日に「MM-01 ストリートアクションマイクロン」のとして発売。
2003年2月1日には、顔の部分がアニメに準拠した色に塗り分けられたスーパーアニメカラーバージョンがアニメOPシングルCDに付属。
2003年11月19日発売の「マグナコンボイDXセット」にはエクスディメンションズ版が同梱された。

## トランスフォーマー/リベンジおよびトランスフォーマー/ダークサイド・ムーン
「トランスフォーマー/リベンジ」ではRCカーに変形する小型ディセプティコン。声の担当はトム・ケニー。吹き替え版では落合弘治。
ディセプティコンとしてキューブの欠片のありかを探っていたが、ジェットファイアー/Jetfireの話を聞いてオートボットにつく。様々な情報を提供した。戦闘力はないに等しい。
劇中の呼称は「ホィーリー」。字幕では「ウィリー」だが、玩具表記は「ウィーリー」となっている。

## 変形!ヘンケイ!トランスフォーマー
海外の玩具展開『Transformers Universe』にて発売されたものの塗装変更品。カーモードはG1と比べて実在の自動車に近い。右手にパチンコのモールドがある。国内展開の『変形!ヘンケイ!トランスフォーマー』ではワーパス/Warpathとアダムス/Cosmosとのセットで「C-19 スパイミニボットチーム」として2009年3月28日に発売された。サイズは海外の基準でレジェンズ（LEGENDS）。

## コンピュータゲーム
PlayStation 2専用ソフト『トランスフォーマー』ではデストロンを選んだ際、敵キャラクターとして登場する。